# Astrología helenística
La astrología helenística es una tradición de la astrología horoscopal que se desarrolló y practicó en Egipto y el Mediterráneo durante la época helenística, cuyos textos se escribieron en griego antiguo (o algunas veces latín), hacia finales del siglo II a. C. o principios del siglo I a. C. Aunque el período helenístico acabó propiamente a principios de la era común, este tipo de astrología, que se desarrolló a principios del período helenístico, se practicó esencialmente en su forma original hasta el siglo VI-VII, y por lo tanto aún se conoce como «astrología helenística».

## Historia
Los orígenes de gran parte de la astrología que más tarde se desarrollaría en Asia, Europa y el Oriente Medio se encuentran entre los antiguos babilonios y su sistema de augurios celestiales que empezaron a recopilarse a mediados del segundo milenio a. C. Este sistema se extendería más tarde tanto directa como indirectamente a través de los babilonios a otras zonas como la India, China y Grecia, donde se mezcló con formas indígenas de astrología preexistentes. Llegó a Grecia inicialmente a mediados del siglo IV a. C., y luego, sobre finales de siglo II o principios del siglo I a. C., tras las conquistas alejandrinas, esta astrología babilónica se mezcló con la tradición egipcia de la astrología decánica para crear la astrología horoscopal. Este último sistema recibe ese nombre debido a que, a diferencia de las tradiciones anteriores, empleaba el uso de la ascendente, conocida como horoskopos ("marcador horario") en griego, y las doce casas celestiales derivadas de la misma. El centrado sobre la carta natal del individuo, como derivada de la posición de los planetas y las estrellas en el momento de su nacimiento, representa la contribución y cambio de énfasis más significativos realizados durante la tradición helenística de la astrología. Esta nueva forma de astrología, que parece haberse originado en el Egipto alejandrino, se extendió rápidamente por el mundo hacia Europa, el Oriente Medio y la India.
El complejo sistema astrológico se desarrolló hasta tal punto que las tradiciones posteriores hicieron pocos cambios fundamentales al núcleo del mismo, y muchos de los componentes de la astrología horoscopal que se desarrollaron durante el período helenístico aún son usadas por los astrólogos en la actualidad.

## Orígenes míticos
Varios astrólogos helenísticos atribuyen la creación de la astrología a un sabio mítico llamado Hermes Trismegisto. Según se dice, Hermes escribió varios textos importantes que formaron la base de este arte evolucionando desde el sistema astrológico heredado de los babilonios y los egipcios. Varios autores citan a Hermes como el primero en perfilar las casas y su significado, y es por ello que normalmente se piensa que el concepto de casa se remonta al principio mismo de la tradición helenística, siendo en efecto uno de los principales factores definitorios que separan a la astrología helenística y otras formas de astrología horoscopal de la astrología babilónica y otras tradiciones de diferentes partes del mundo. Este sistema de astrología horoscopal habría sido transferido a otra figura mítica llamada Asclepius, a quien se refieren algunos de los escritos herméticos.
Según Firmicus Maternus, el sistema fue seguidamente transmitido a un faraón egipcio llamado Nekepso y a su sacerdote Petosiris. Se dice que ellos escribieron varios importantes libros de texto que explicaban el sistema y que son estos textos los que muchos de los astrólogos helenísticos citan y en los que se inspiran directamente. Este sistema formó la base de todas las formas posteriores de astrología horoscopal.

El Thema Mundi.

## Astrología en Roma
Como tantas otras cosas, la astrología llegó a Roma debido a la influencia griega. Entre los griegos y los romanos, Babilonia o Caldea se identificaba tanto con la astrología, que la "sabiduría caldeana" se convirtió en sinónimo de videncia a través de los planetas y las estrellas. Los astrólogos estuvieron muy en boga en la Roma Imperial. En efecto, al emperador Tiberio se le había predicho su destino al nacer, y, por esta razón, se rodeó de astrólogos tales como Trasilo de Mendes. En palabras de Juvenal, "hay personas que no pueden aparecer en público, cenar o bañarse, sin haber consultado primero una efemérides". Claudio, por otra parte, favoreció en Roma los augurios y a los astrólogos. Tal vez no sorprenda que, con el paso del tiempo, ser llamado "caldeano" acarreaba con frecuencia la sospecha de charlatanería y más o menos deliberada decepción.
El Satiricón de Petronio detalla una visión del zodíaco: 

"Este cielo en el que moran los doce dioses se resuelve en doce diferentes configuraciones, y en este momento se convierte en el Carnero. Así que, quienquiera que nazca bajo este signo, tiene muchos rebaños y manadas, y mucha lana, una cabeza dura por añadidura, una frente despejada y un cuerno afilado. La mayoría de tus académicos y picapleitos nacieron bajo este signo... A continuación todo el cielo se convierte en el Toro; entonces nacen compañeros obstinados y vaqueros, y aquellos que no piensan en otra cosa que en llenar sus propios estómagos. Bajo los Gemelos nacen caballos en un par, bueyes bajo un yugo, hombres bendecidos con un robusto par de testículos, todos los cuales tratan de mantenerse en ambos lados. Yo mismo nací bajo el Cangrejo. Porque me mantengo sobre muchos pies, y tengo muchas posesiones tanto en mar como en tierra; pues el Cangrejo está igualmente adaptado a ambos elementos. Y por esto es por lo que nunca pongo nada sobre ese signo, para no eclipsar mi horóscopo. Bajo el León nacen grandes comedores y derrochadores, y todos los que aman dominar: bajo la Virgen, mujeres y fugitivos y presos; bajo las Escamas, carniceros y perfumistas y todos los comerciantes detallistas; bajo el Escorpión, envenenadores y asesinos; bajo el Arquero, gente bizca, que miran los vegetales y los eliminan con la panceta; bajo Capricornio, los "encallecidos hijos del trabajo duro"; bajo Acuario, o el Barquero, posaderos y cabezas de calabaza; bajo Piscis, o los Peces, buenos cocineros y conversadores. Por lo tanto, el mundo gira como un molino, y causa por siempre males para algunos, ya haga hombres o los estropee...

## Transmisión
Este sistema de astrología helenística pasó a la India en algún momento alrededor del siglo I, donde se mezcló con la tradición preexistente de astrología babilónica y la astrología lunar indígena de los nakshatras y sirvió de base para la vasta tradición de la astrología védica. La astrología helenística se practicó a partir del siglo II a. C. y hasta el siglo VII, cuando Europa entró en la Edad Media. La astrología entonces pasó y se desarrolló en el imperio islámico entre los siglos VII y XIII.